# Kristo Šagor
Kristo Šagor (geboren 16. März 1976 in Stadtoldendorf, Niedersachsen) ist ein deutscher Theaterautor und Regisseur. Er erhielt zahlreiche Preise, und seine Stücke Dreier ohne Simone, FSK 16 und Trüffelschweine gehören mittlerweile zu den vielgespielten im deutschsprachigen Raum.

## Werdegang
Kristo Šagor wurde am 16. März 1976 in Stadtoldendorf im Landkreis Holzminden geboren, wuchs aber in Lübeck-Buntekuh auf. Seine Mutter war Lehrerin und kam aus der Bundesrepublik Deutschland, sein Vater war dagegen Hotelmanager und Hotelfachschullehrer und kam aus dem damals zu Jugoslawien gehörenden Kroatien, wo sich die beiden 1973 in der Hafenstadt Dubrovnik kennen gelernt hatten. Seit 1976 lebten seine Eltern gemeinsam in Deutschland. Nach dem Abitur an der Ernestinenschule und dem Zivildienst im Altenhilfezentrum Travetal zog er 1996 nach Berlin, um dort Neuere Deutsche Literatur, Theaterwissenschaften und Linguistik an der Freien Universität Berlin zu studieren.
1996 bis 1999 wirkte er bei dem studentischen Theater TREKJOP mit, für das sein Theaterstück Dreier ohne Simone entstand. Dort inszenierte Kristo Šagor das Stück 1999 selbst und spielte einen der drei Jungen: Sven, Andreas und Kai warten in ihrer Schule im Vorzimmer des Direktors auf ihr Verhör, da sie alle drei verdächtigt werden, ihre Mitschülerin Simone auf der gerade zu Ende gegangenen Klassenfahrt vergewaltigt zu haben. Es entsteht ein Kleinkrieg auf der Basis von Unterstellungen, Eifersucht und Begehren. Mit Dreier ohne Simone fand Kristo Šagor seinen Verleger, die Kiepenheuer Bühnenvertriebs-GmbH, Berlin. Das Stück wurde an zahlreichen professionellen Kinder- und Jugendtheatern, auch im Ausland, nachgespielt.
1999 studierte Kristo Šagor ein Jahr am Trinity College in Dublin (Irland) Drama. Er vertrat Deutschland beim Europäischen Festival Junger Dramatiker (Interplay Europe) 2000 in Warschau und beim World Festival of Young Playwrights – World Interplay 2001 in Townsville (Australien). Seinen endgültigen Durchbruch als Autor schaffte er 2000 mit Durstige Vögel am Schauspielhaus Bochum.
2002 debütierte er als Regisseur mit der Inszenierung desselben Stückes am Volkstheater München. 2002 bis 2004 war er Hausautor am Bremer Theater. Es folgten Regiearbeiten an zahlreichen Theatern in Deutschland, unter anderem die Uraufführungen von Heldenhaft von Katharina Schlender im Markgrafentheater in Erlangen (2004), von Sommer mit Mädchen von Kai Hensel in Braunschweig (2004) und Traumpaar von Zoran Drvenkar am Theater an der Parkaue in Berlin (2006). In der Spielzeit 2008/2009 war Kristo Šagor künstlerischer Leiter des Theaters unter Tage am Schauspielhaus Bochum. Von Oktober 2008 bis Ende Februar 2009 wohnte er auf der Bühne des Theaters unter Tage und realisierte dort das Projekt "Neue Heimat. Wohnen unter Tage".
Kristo Šagor lebt in Berlin.

## Auszeichnungen
2001 erhielt Kristo Šagor den Publikumspreis des Heidelberger Stückemarktes und den Hallenser Dramatikerpreis für sein Stück Unbeleckt sowie die Fördergabe des Friedrich-Schiller-Gedächtnispreises des Landes Baden-Württemberg. Sein Stück Federn lassen wurde 2002 mit dem Autoren-Förderpreis der Landesbühnengruppe des Deutschen Bühnenvereins ausgezeichnet, sein Stück Fremdeln im selben Jahr für den Deutschen Jugendtheaterpreis nominiert. 2003 erhielt er den 2. Autorenpreis beim 5. Niederländisch-Deutschen Kinder- und Jugendtheaterfestival Kaas & Kappes in Duisburg und 2005 an gleicher Stelle den 1. Autorenpreis für sein Stück Trüffelschweine. Ebenfalls 2005 wurde sein Stück Ja mit dem Kindertheaterpreis der Frankfurter Autorenstiftung ausgezeichnet und seine Inszenierung seines eigenen Stückes FSK 16 am Schnawwl, Nationaltheater Mannheim, wurde zum 8. Deutschen Kinder- und Jugendtheatertreffen Augenblick mal nach Berlin eingeladen. 2007 inszenierte er am Schauspielhaus Bochum die Uraufführung von Genannt Gospodin von Philipp Löhle. Diese Inszenierung wurde 2008 bei den Mülheimer Theatertagen präsentiert. Ebenfalls 2008 wurde er für seine Inszenierung "Törleß" am Deutschen Schauspielhaus Hamburg in der Kategorie beste Regie Kinder- und Jugendtheater mit dem Deutschen Theaterpreis Der Faust ausgezeichnet. Sein Stück Patricks Trick wurde 2013 mit dem Förderpreis des Berliner Kindertheaterpreises ausgezeichnet und 2014 mit dem Jugendtheaterpreis Baden-Württemberg. Im selben Jahr wurde das Stück daneben für den Deutschen Kindertheaterpreis nominiert. Im Jahresrückblick 2016 wählten die Theaterkritiker der Berliner ZITTY ihre Lieblingsinszenierungen: 2 Uhr 14 von David Paquet in der Regie von Kristo Šagor kam auf Platz 2.
Für sein von Ulrike Günther an der Schauburg in München inszeniertes Stück Ich lieb dich mit David Benito Garcia und Anne Bontemps in den Hauptrollen wurden Šagor 2019 der Mülheimer KinderStückePreis und der angeschlossene Preis der Jugend-Jury zuerkannt.

## Theaterstücke
- Dreier ohne Simone, Uraufführung: 22. Juli 1999, Theater Trekjop, Berlin
- Durstige Vögel, UA: 20. Dezember 2000, Schauspielhaus Bochum
- Fremdeln, UA: 25. Mai 2001, Moks, Bremer Theater
- Adam Komma Eva, UA: 18. April 2002, Staatstheater Braunschweig
- Unbeleckt, UA: 2. Mai 2002, Theater der Stadt Heidelberg
- FSK 16, UA: 1. März 2003, Moks, Bremer Theater; Kiepenheuer Medien, Berlin 2003, ISBN 978-3-8442-7818-7.
- Werther. Sprache der Liebe, UA: 8. März 2003, Nationaltheater Weimar
- Federn lassen, UA: 17. Mai 2003, Schleswig-Holsteinisches Landestheater
- Die nächste Unschuld, UA: Dezember 2003, Nationaltheater Weimar
- Trüffelschweine, UA: 13. November 2004, Moks, Bremer Theater
- Tell, UA: 7. Mai 2005, Nationaltheater Mannheim
- Hautkopf, UA: 13. Oktober 2005, Neuköllner Oper, Berlin
- Ja, UA: 27. April 2006, Schnawwl, Nationaltheater Mannheim
- Bevor wir gehen, UA: 26. Januar 2008, Schauspielhaus Bochum
- Keinem Keiner, UA: 7. Januar 2009, Schauspielhaus Wien/Konservatorium Wien
- Der eigene Raum, UA: 12. Oktober 2008, Schauspielhaus Bochum
- Alle kriegen dick und werden Kinder, UA: 23. Oktober 2009, Schauspielhaus Hannover
- Gonzo, UA: 12. März 2011, Deutsches Schauspielhaus Hamburg
- Du Hitler, UA: 24. Juni 2011, Landestheater Linz
- Die Jüdin von Toledo, UA: 5. Mai 2012, Norddeutsche Landesbühne, Wilhelmshaven
- Patricks Trick, UA: 18. September 2014, Theater der Jungen Welt, Leipzig; Kiepenheuer Medien, Berlin 2014, ISBN 978-3-7375-0054-8.

## Inszenierungen
- Durstige Vögel, Volkstheater München, 2002
- Klamms Krieg von Kai Hensel, Moks, Bremer Theater, 2003
- Heldenhaft von Katharina Schlender, Theater Erlangen, 2004
- FSK 16, Schnawwl, Nationaltheater Mannheim, 2004
- Sommer mit Mädchen von Kai Hensel, Staatstheater Braunschweig, 2004
- Zabibi und Muzalifa von Bente Jonker, Schnawwl, Nationaltheater Mannheim, 2005
- Tell von Kristo Šagor und Marc Reisner, Nationaltheater Mannheim, 2005
- Ein Reigen nach Arthur Schnitzler, Theater Erlangen, 2005
- Früchte des Nichts von Ferdinand Bruckner, neuen theater Halle, 2005
- Traumpaar von Zoran Drvenkar, Theater an der Parkaue, Berlin, 2006
- Frankenstein von Marc Reisner und Kristo Šagor, Oldenburgisches Staatstheater, 2006
- Törleß, nach Robert Musil in einer Bearbeitung von Thomas Birkmeir, Deutsches Schauspielhaus Hamburg, 2007
- Genannt Gospodin von Philipp Löhle, Schauspielhaus Bochum, 2007
- Werther. Sprache der Liebe, Theater Lübeck, 2008
- Der Kick von Gesine Schmidt und Andres Veiel, Theater Lübeck, 2008
- Fressen, Kaufen, Gassi Gehen von Gabriele Kögl, Deutsches Schauspielhaus Hamburg, 2008
- Der eigene Raum, Schauspielhaus Bochum, 2008
- Das Haus der vielen Zungen von Jonathan Garfinkel, Schauspielhaus Bochum, 2008
- Alle kriegen dick und werden Kinder, Schauspielhaus Hannover, 2009
- Fremdeln, Junges Ensemble Stuttgart, 2010
- Die Affäre Rue de Lourcine von Eugène Labiche, Theater Lübeck, 2010
- Amphitryon von Heinrich von Kleist, Staatstheater Stuttgart, 2011
- Die nächste Unschuld, Theater Chemnitz, 2011
- Verschwunden von Charles Way, Theater Münster, 2012
- Nichts – Was im Leben wichtig ist nach Janne Teller, Schnawwl, Nationaltheater Mannheim, 2013
- Clavigo von Johann Wolfgang von Goethe, Junges Ensemble Stuttgart, 2013
- Die Judenbuche, nach Annette von Droste-Hülshoff, Theater Münster, 2014
- Merlin oder Das wüste Land von Tankred Dorst, Staatsschauspiel Dresden, 2014
- Die wilden Schwäne nach Hans Christian Andersen, Theater Bonn, 2014
- Herr der Fliegen von William Golding, Staatsschauspiel Dresden, 2016

## Wichtige Preise
- 2001: Publikumspreis des Heidelberger Stückemarktes für Unbeleckt
- 2003: Autorenpreis für FSK 16 beim 5. Niederländisch-Deutschen Kinder- und Jugendtheaterfestival Kaas & Kappes in Duisburg
- 2005: Autorenpreis für Trüffelschweine beim 7. Niederländisch-Deutschen Kinder- und Jugendtheaterfestival Kaas & Kappes in Duisburg
- 2008: Deutscher Theaterpreis Der Faust in der Kategorie beste Regie Kinder- und Jugendtheater für Törleß am Deutschen Schauspielhaus Hamburg
- 2014: Jugendtheaterpreis Baden-Württemberg für Patricks Trick
- 2019: Mülheimer KinderStückePreis für Ich lieb dich